# Anchor Bible
Anchor Bible är ett omfattande vetenskapligt kommentarverk till Bibeln, inklusive apokryferna utgivet i New York från 1964 och framåt.
Varje del innehåller inledning till respektive bibelbok, en utförlig bibliografi, översättninga och kommentarer. Såväl judiska som katolska och protestantiska forskare finns bland bidragsgivarna.